# Station Carlsbourg
Station Carlsbourg is een spoorwegstation langs spoorlijn 166 (Dinant - Bertrix) in Carlsbourg, een deelgemeente van de gemeente Paliseul. Het is nu een stopplaats.

## Treindienst
| Serie              | Treinsoort          | Route | Bijzonderheden                                                           |
| ------------------ | ------------------- | --- | ------------------------------------------------------------------------ |
| L 6050             | L-trein (NMBS)      | Namen – Dinant – Carlsbourg – Bertrix – Libramont                                                                |                                                                          |
| P 7620/8620RE 8600 | Piekuurtrein (NMBS) | [ Luxemburg – Virton ] / [ [ Aarlen – Virton – ] / [ Dinant – Carlsbourg – ] Libramont – [ Ciney ] ]             | Een rechtstreekse trein Aarlen - Libramont. Een trein Libramont - Ciney. |
| P 7660/8660        | Piekuurtrein (NMBS) | Bertrix – Carlsbourg – Dinant – Namen                                                                            | Rijdt alleen op werkdagen.                                               |
| P 7680/8680RE 8650 | Piekuurtrein (NMBS) | [ Bertrix – Carlsbourg – Dinant ] / [ Libramont – [ Virton – ] / [ Marbehan – ] Aarlen ] / [ Athus – Luxemburg ] | Een trein Aarlen - Virton - Libramont. Een trein Athus - Luxemburg.      |

## Galerij

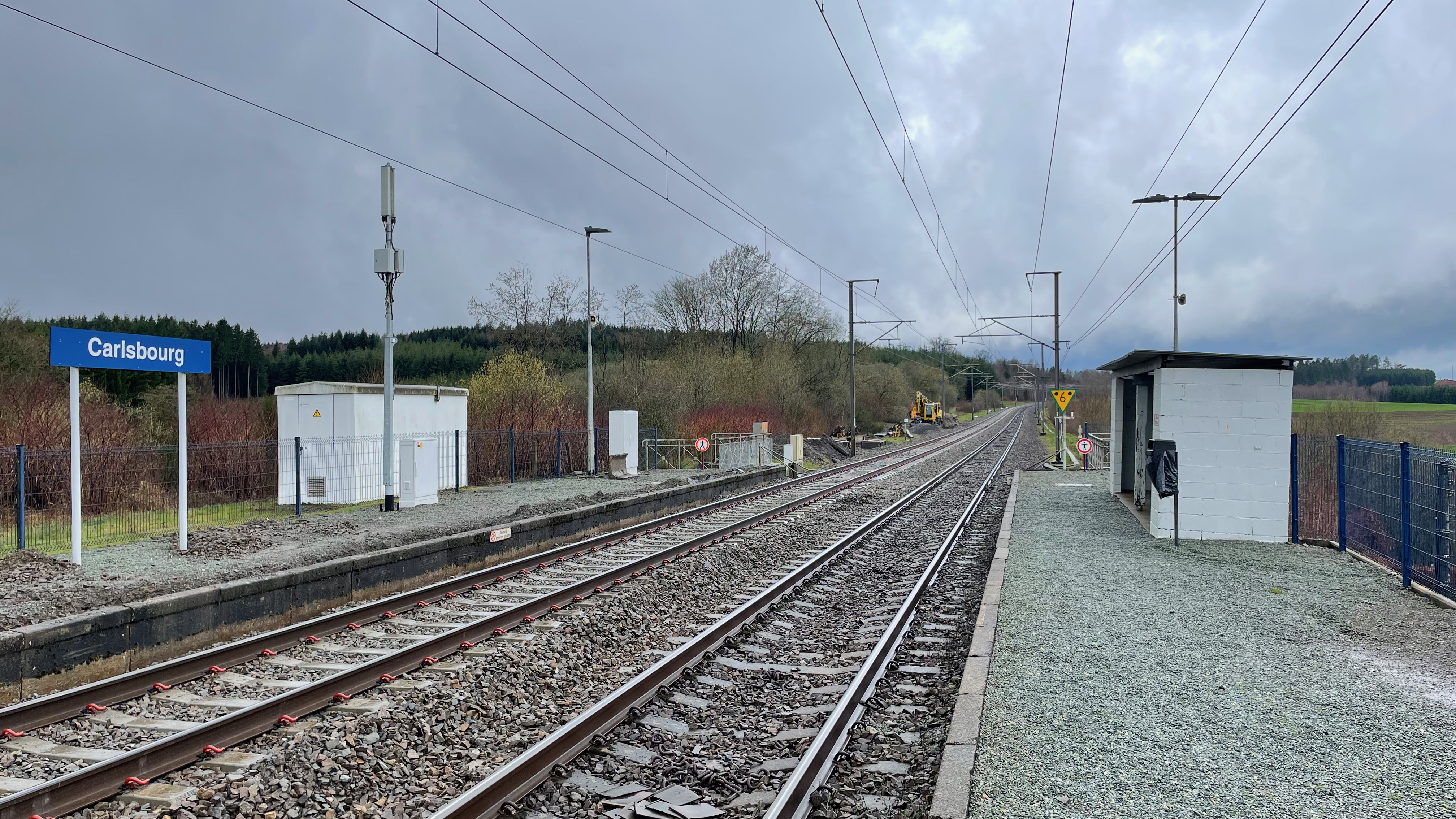
Zicht op het perron
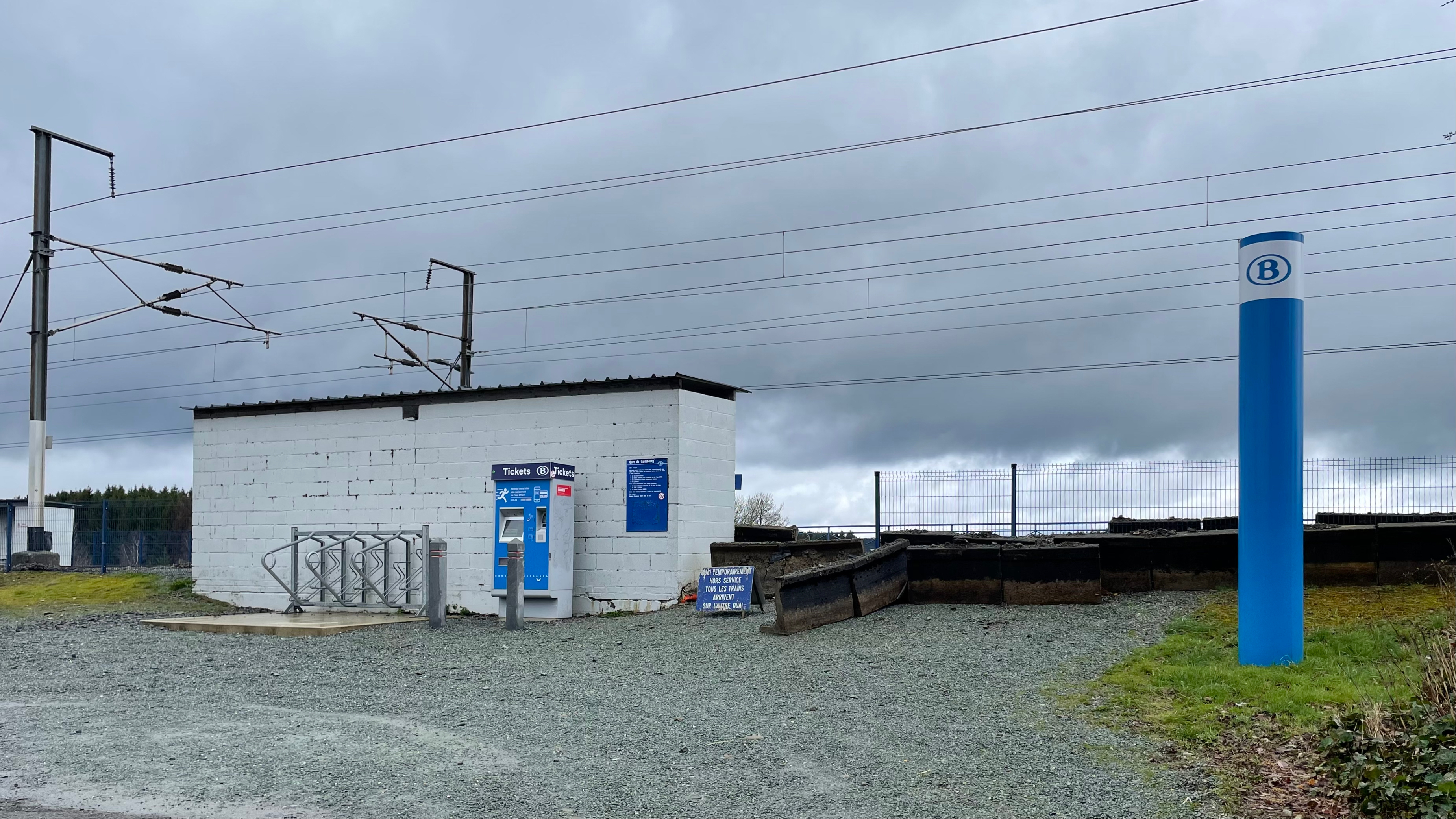
Toegang tot het station
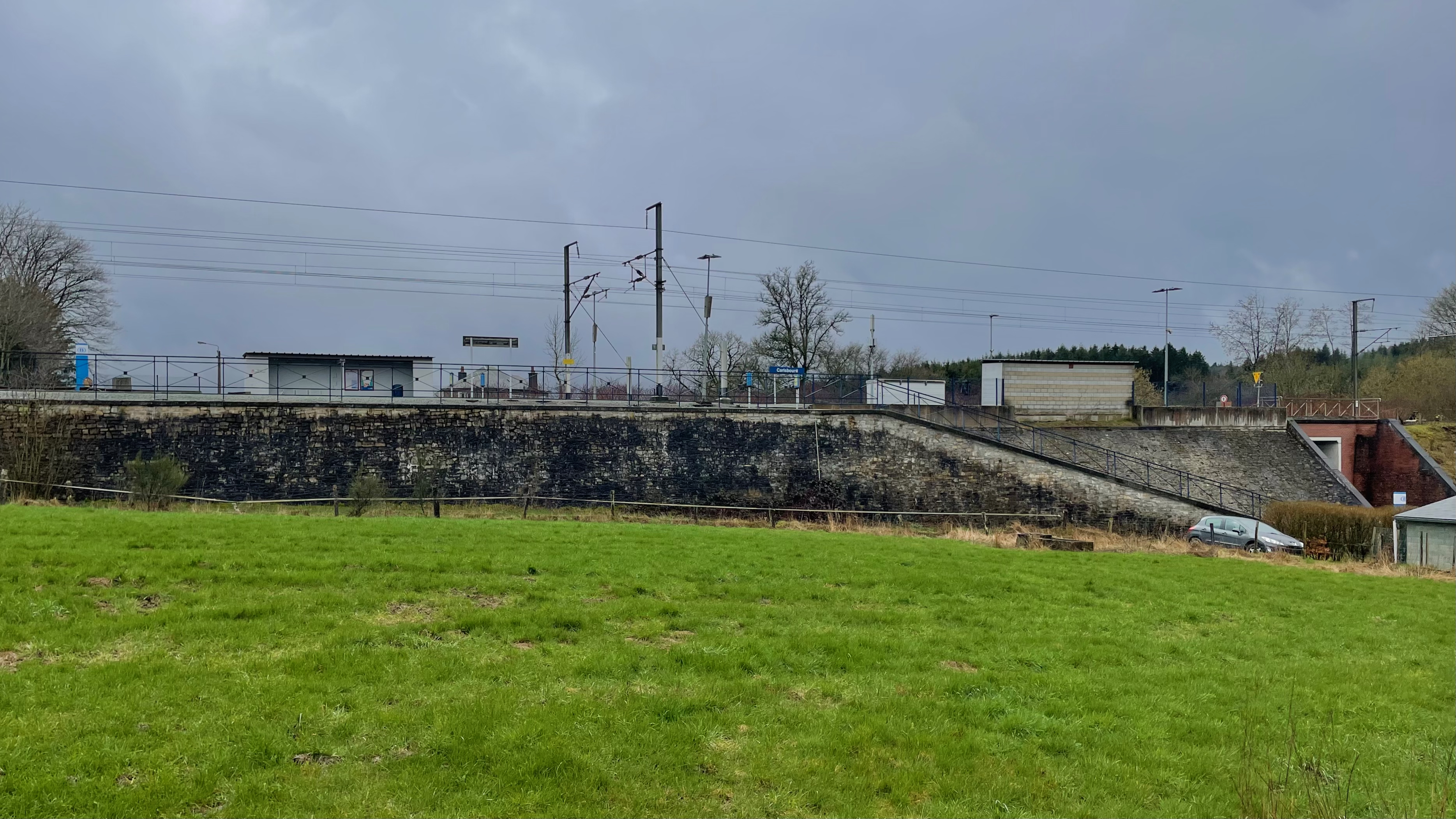
Het station

## Reizigerstellingen
De grafiek en tabel geven het gemiddeld aantal instappende reizigers weer op een week-, zater- en zondag.
| Tabel: aantal instappende reizigers station Carlsbourg | Tabel: aantal instappende reizigers station Carlsbourg | Tabel: aantal instappende reizigers station Carlsbourg | Tabel: aantal instappende reizigers station Carlsbourg |
|                                                        | Weekdag                                                | Zaterdag                                               | Zondag                                                 |
| ------------------------------------------------------ | ------------------------------------------------------ | ------------------------------------------------------ | ------------------------------------------------------ |
| 1977                                                   | 107                                                    | 12                                                     | 18                                                     |
| 1978                                                   | 123                                                    | 10                                                     | 74                                                     |
| 1979                                                   | 10                                                     | 24                                                     | 25                                                     |
| 1980                                                   | 118                                                    | 16                                                     | 18                                                     |
| 1981                                                   | 83                                                     | 25                                                     | 25                                                     |
| 1982                                                   | 79                                                     | 23                                                     | 45                                                     |
| 1983                                                   | 80                                                     | 17                                                     | 28                                                     |
| 1984                                                   | 82                                                     | 15                                                     | 29                                                     |
| 1985                                                   | 55                                                     | 11                                                     | 32                                                     |
| 1986                                                   | 87                                                     | 22                                                     | 27                                                     |
| 1987                                                   | 63                                                     | 17                                                     | 13                                                     |
| 1988                                                   | 98                                                     | 14                                                     | 30                                                     |
| 1989                                                   | 56                                                     | 14                                                     | 23                                                     |
| 1990                                                   | 62                                                     | 25                                                     | 23                                                     |
| 1991                                                   | 55                                                     | 56                                                     | 28                                                     |
| 1992                                                   | 47                                                     | 27                                                     | 30                                                     |
| 1993                                                   | 50                                                     | 16                                                     | 17                                                     |
| 1994                                                   | 65                                                     | 19                                                     | 36                                                     |
| 1995                                                   | 43                                                     | 17                                                     | 15                                                     |
| 1996                                                   | 36                                                     | 6                                                      | 11                                                     |
| 1997                                                   | 25                                                     | 40                                                     | 11                                                     |
| 1998                                                   | 39                                                     | 9                                                      | 22                                                     |
| 1999                                                   | 33                                                     | 16                                                     | 18                                                     |
| 2000                                                   | 36                                                     | 14                                                     | 36                                                     |
| 2001                                                   | 39                                                     | 4                                                      | 34                                                     |
| 2002                                                   | 33                                                     | 14                                                     | 20                                                     |
| 2003                                                   | 34                                                     | 38                                                     | 72                                                     |
| 2004                                                   | 33                                                     | 16                                                     | 24                                                     |
| 2005                                                   | 31                                                     | 11                                                     | 28                                                     |
| 2006                                                   | 30                                                     | 10                                                     | 56                                                     |
| 2007                                                   | 43                                                     | 7                                                      | 43                                                     |
| 2008                                                   | -                                                      | -                                                      | -                                                      |
| 2009                                                   | 37                                                     | 20                                                     | 35                                                     |
| 2010                                                   | -                                                      | -                                                      | -                                                      |
| 2011                                                   | -                                                      | -                                                      | -                                                      |
| 2012                                                   | 31                                                     | 17                                                     | 16                                                     |
| 2013                                                   | 36                                                     | 11                                                     | 44                                                     |
| 2014                                                   | 33                                                     | 4                                                      | 36                                                     |
| 2015                                                   | 30                                                     | 9                                                      | 20                                                     |
| 2016                                                   | 39                                                     | 15                                                     | 49                                                     |
| 2017                                                   | 35                                                     | 7                                                      | 41                                                     |
| 2018                                                   | 38                                                     | 14                                                     | 41                                                     |
| 2019                                                   | 44                                                     | 11                                                     | 34                                                     |
| 2020                                                   | 29                                                     | 17                                                     | 16                                                     |
| 2021                                                   | -                                                      | -                                                      | -                                                      |
| 2022                                                   | 62                                                     | 16                                                     | 28                                                     |
| 2023                                                   | 52                                                     | 24                                                     | 61                                                     |
| 2021                                                   | 86                                                     | 49                                                     | 58                                                     |

2,2: Anseremme ·
4,7: Walzin ·
7,2: Gendron-Celles ·
10,4: Château d'Ardenne ·
12,2: Houyet ·
17,5: Wiesme ·
22,2: Beauraing ·
25,0: Martouzin ·
27,2: Pondrôme ·
31,3: Thanville ·
35,3: Vonêche ·
37,0: Gedinne ·
45,4: Louette-Saint-Denis ·
49,3: Bièvre ·
51,6: Graide ·
55,2: Carlsbourg ·
56,3: Merny ·
58,2: Paliseul ·
60,3: Nollevaux ·
61,5: Offagne ·
65,2: Glaumont ·
68,3: Burhaimont ·
70,2: Bertrix